# Diritto cinese

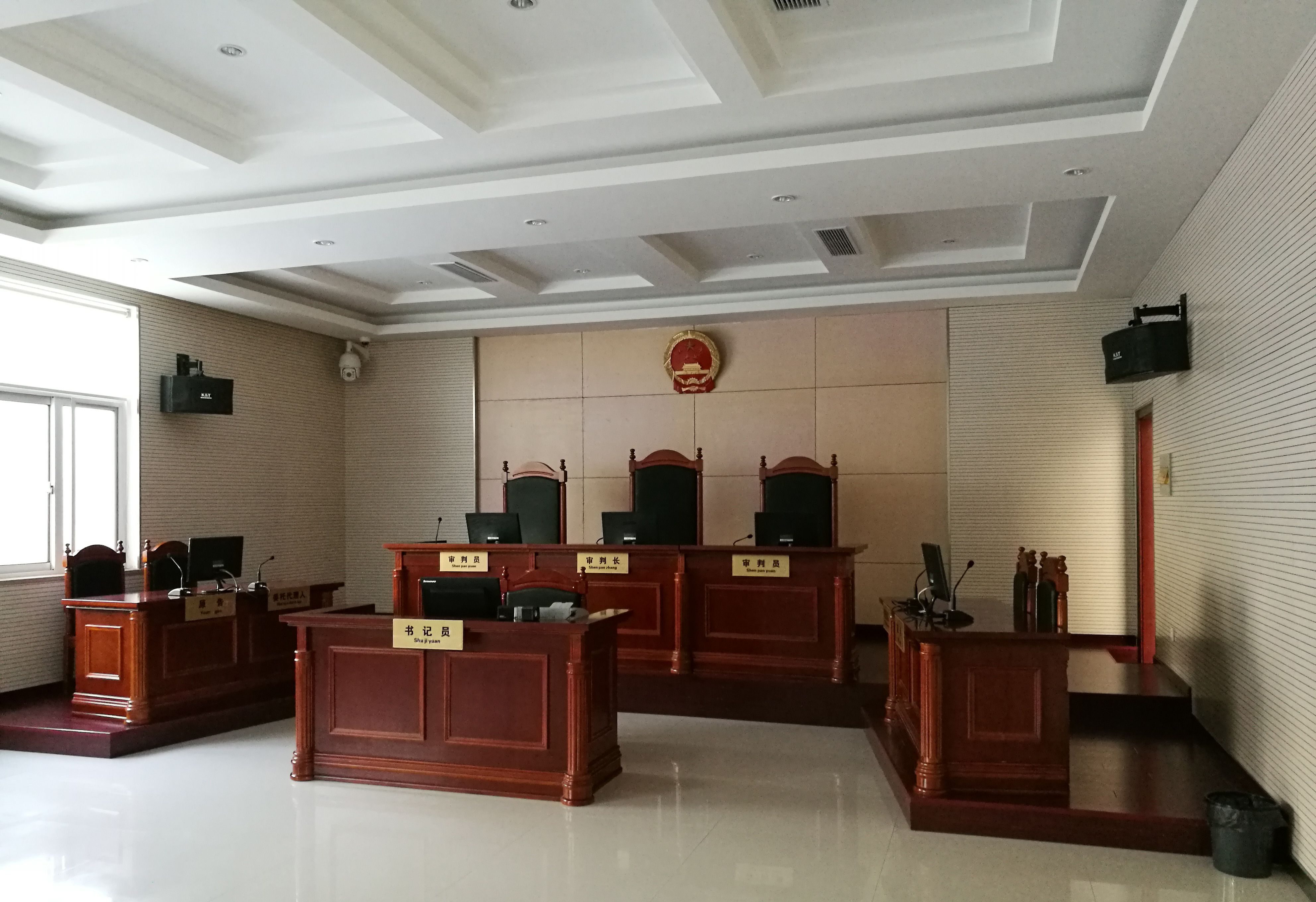
Aula di tribunale nella provincia di Jiangsu

Il diritto cinese riguarda lo studio della scienza giuridica relativa alla storia, la tradizione e l'attuale ordinamento vigente nella Repubblica Popolare Cinese.

## Storia

### Cina antica
La Cina ha una tradizione giuridica di circa 4000 anni, in gran parte di norme scritte.
Fino al XX secolo l'esperienza giuridica cinese si è formata in maniera totalmente indipendente dalle esperienze occidentali e si presentava decisamente differente.
La prima pietra miliare del diritto cinese è il Fa jing, il "Classico delle Leggi", risalente al I millennio a.C. e composto da Li Kui, seguito poi dal Qinlü ("Legge dello stato Qin"), compilato basandosi sul primo. Se il primo è stato importante storicamente e culturalmente, il secondo lo è stato politicamente in quanto è stato il primo diritto unitario cinese in sostituzione a quello variegato dei vari regni.
Durante il periodo della dinastia Tang il diritto cinese era abbastanza evoluto da poter influenzare quello dei vicini regni, come Giappone, Corea e Vietnam, in particolare nella distinzione tra i "riti" (li) e le "punizioni" (xing). Era un diritto decisamente iniquo e poco sviluppato, creato quasi esclusivamente per far fronte a illeciti di natura criminale.
Il diritto tradizionale cinese è basato su due tipi di fonti, i li e i fa, i primi di origine morale gli altri di origine normativa. La prima forma, basata sugli insegnamenti di Confucio, non concepiva diritti ma solo doveri verso la società o aspetti di essa, come la famiglia; i fa si accostano molto di più all'idea di legge occidentale, ma non hanno avuto sempre un indirizzo univoco, essendosi discostati ad esempio da i li durante la dinastia Qin che ordinò la cancellazione dei libri relativi al confucianesimo, ed avendo invece trovato una forma di raccordo durante quella Han. Il sistema antico era molto chiuso e vedeva la Cina al centro del mondo, oltre che contribuì a plasmare la mentalità cinese, tuttora rimasta, che la legge sia un precetto assoluto e allo stesso tempo un modello di comportamento.
C'è da rilevare che, a contrario di quanto si possa credere, i cinesi scrivevano le proprie leggi sin dai tempi antichi, particolarità che li accosta, per periodo storico e caratteristica, ai romani. Dal VII secolo in poi infatti si sono succeduti vari codici, che loro chiamano lü, a carattere però essenzialmente penale. Nulla hanno a che vedere con i codici europei come quello francese, italiano o tedesco, dato che mai si sono occupati di organizzare lo Stato o le varie amministrazioni. Solitamente si trattava di una copia del codice precedente il quale conteneva alcuni precetti, solitamente penali, che comunque prevedevano poi una pena da infliggere, debitamente aggiornato a seconda dell'evoluzione sociale e culturale.
Si suole far cessare il diritto antico cinese con l'evento chiamato Guerra dell'Oppio (1842). Fattore determinante furono i rapporti tra Cina e i Paesi Occidentali, in particolare l'Impero britannico che siglò il Trattato di Nanchino a fronte del quale ottenne il controllo del porto di Hong Kong fino al 1999. Grazie a questo evento cominciò un'occidentalizzazione del diritto cinese.
Fu nel XX secolo che iniziò uno studio approfondito dei sistemi occidentali e le varie codificazioni che susseguirono erano sostanzialmente basate sulle esperienze tedesca e giapponese. Nonostante la legislazione varata non ebbe mai una gran effettività date le turbolenze successive tra nazionalisti e comunisti.
Con l'avvento della Repubblica Popolare Cinese tutte le codificazioni preesistenti vennero però abrogate. L'eredità giuridica di quella esperienze rimase nella Repubblica di Cina, dove tutt'oggi la realtà normativa attuale è figlia di quell'elaborazione.

### Repubblica Popolare Cinese
La storia del diritto della Repubblica Popolare Cinese può essere diviso in tre fasi:
- 1949-1957: i primi anni dalla fondazione della repubblica comunista videro un notevole interesse per il diritto ma la totale presa di posizione negativa nei confronti del vecchio sistema cinese storico e, soprattutto, dei sistemi occidentali. Si mirava a costruire uno stato simile all'Unione Sovietica rinnegando completamente i sistemi basati sul diritto romano.
- 1958-1977: in questa fase si viene addirittura a negare il ruolo del diritto, complice anche lo strappo con l'Unione Sovietica conseguente alla destalinizzazione. Questa fase viene definita dai giuristi cinesi come il momento del nichilismo giuridico, che raggiunse l'apice nella famosa Grande Rivoluzione Culturale.
- 1978-1989: con la conclusione della Rivoluzione Culturale, la morte di Mao Zedong e l'insediamento definitivo di Deng Xiaoping al Partito Comunista, la Cina conosce un'apertura verso il mondo esterno e un'immediata rivalutazione del diritto. Si riconosce valore anche al diritto romano, in quanto il diritto è una scienza patrimonio dell'umanità e non di un solo stato.

Nell'ultimo periodo vengono elaborati tre concetti che rivoluzionano l'impostazione giuridica cinese: l'ereditarietà di altre forme di diritto, soprattutto quello romano; il significato sociale di quest'ultimo in un'ottica di mercato e la sua razionalità anche qualora uno stato socialista non lo ammettesse.
Partendo da questi presupposti (e facilitati dall'introduzione successiva della proprietà individuale) i giuristi cinesi si sforzano di armonizzare il loro sistema a quello di impronta romanistica (sia di common law che di civil law) predominante in ambito di mercati internazionali.

## Sistema legale cinese

### Suddivisione dei poteri
L'organo legislativo cinese è il Congresso nazionale del popolo e precisamente il suo Comitato permanente. Le leggi emanate da questo organo non devono essere contrarie alla Costituzione, ma non vi è una corte costituzionale o un organo giurisdizionale competente che giudichi la loro legittimità costituzionale.
L'organo esecutivo cinese è il Consiglio di Stato, che ha funzioni di governo. Esso è eletto dal Congresso, che elegge altresì il primo ministro.
Al vertice dell'apparato giudiziario c'è la Corte Suprema del Popolo. Al di sotto vi sono i Tribunali ordinari suddivisi in tre livelli: di base, intermedi e superiori. Il potere giudiziario è subordinato al potere politico in quanto i singoli magistrati non hanno garanzie di indipendenza o inamovibilità in quanto nominati, controllati e destituiti dall'assemblea popolare competente. La giurisprudenza svolge un compito di mera applicazione delle norme, in quanto l'interpretazione e la creazione del diritto sono riservati all'Assemblea.

### Fonti
Il diritto cinese, specialmente in ambito civile, è composto da un vasto e complicato reticolo di norme. La norma primaria è la Costituzione, nella sua quarta redazione entrata in vigore nel 1982 e revisionata a più riprese fino al 2004. Dopodiché ci sono le leggi del Congresso, i regolamenti amministrativi del Consiglio e le leggi particolari degli enti territoriali.
Non esiste un codice civile effettivo in quanto la situazione socio-economica dello Stato non è mai stata stabile ma molto mutevole: si è preferito quindi creare leggi ad hoc in materia, volta per volta, di diritto di famiglia, diritto industriale e così via, in base al momento e in base alla necessità. Una sorta di codice civile embrionale è costituita dai Principi Generali del Diritto Civile, corpus legislativo composto da 156 articoli entrato in vigore nel 1987.
È interessante notare come in Cina esista anche il diritto economico, completamente assorbito da quello civile in Italia ed in altri paesi occidentali: questa ragione si spiega col fatto che lo Stato interviene direttamente sugli aspetti economici della nazione, soprattutto coi cosiddetti "piani statali direttivi". C'è da ricordare infatti che gran parte del settore industriale cinese è ancora di natura pubblica e controllata.
Anche l'ordine gerarchico delle fonti ha generato spesso perplessità e situazioni caotiche dato che non fu disciplinato fino agli anni '80. Una prima bozza di organizzazione è stata fornita dai Principi generali del Diritto Civile del 1986, che hanno decretato la Costituzione come fonte primaria. Una metodica e definitiva sistemazione della gerarchia delle fonti è stata infine apprestata dalla Legge sulla legislazione del 2000, che ha confermato il ruolo primario e fondamentale della Costituzione, alla quale sono sottoposti nell'ordine le leggi nazionali emanate dal Congresso, i regolamenti amministrativi centrali, le leggi emanate dalle Assemblee provinciali e municipali. Ruolo importante hanno le leggi emanate dalle Assemblee delle Regioni Autonome, le quali possono essere anche difformi dalle leggi nazionali ma mai in contrasto, ovviamente, con la Costituzione.
La "Legge sulla legislazione" pone poi altri criteri interpretativi: la legge speciale, ad esempio, prevale su quella generale, salvo quando previsto diversamente, e analogamente una legge successiva abroga quella precedente.
Altra fonte primaria del diritto, accanto alla Costituzione, sono il Partito Comunista, l'ideale socialista, il pensiero di Mao e di Deng Xiaoping, la morale etica, eccetera. Previsione dalla forte componente ideologica e politica.

## Principi Generali del Diritto Civile
Comparati a un codice civile occidentale, questi principi appaiono come una forma embrionale di un codice completo. La Cina ha provato a redigere una fonte normativa di questo tipo sin dagli anni '40, ma le successive relazioni diplomatiche e le problematiche interne hanno da sempre arginato o quantomeno ostacolato la formazione di un corpus civile concreto. Con la fine della Grande Rivoluzione Culturale si è provveduto a ricominciare i lavori per organizzare quantomeno un regime provvisorio: tuttavia l'esecutivo e il Congresso cinesi si sono trovati, a causa dei mutamenti sociali ed economici in corso, a dover emanare leggi civili per materie che necessitavano urgentemente una regolamentazione.
Allo stato attuale quindi i Principi Generali si occupano di ciò che non era stato previsto normativamente in precedenza e sono stati poi integrati da successive norme speciali: la situazione è decisamente caotica e frammentata. Nondimeno l'importanza di questo incompleto corpus è fondamentale nell'evoluzione giuridica cinese dato che ha comunque dato un'organizzazione sistematica a vari principi di diritto civile importati dall'esperienza giuridica occidentale.

### Legge sui contratti
La legge sui contratti del 1999 è l'attuale testo normativo della materia contrattuale. Soppianta quello che viene definito il Tripode, ovvero tre leggi emanate in materia contrattuale precedentemente a fronte dell'apertura ai mercati della Cina. È divisa in una parte speciale di otto capitoli ed una speciale di sedici, per un totale di più di 400 articoli.
È interessante notare come figura centrale di questa legge sia lo hetong ("contratto") in chiave molto simile a quella occidentale. La prima parte della legge si sofferma su principi di tradizione meramente romanistica, come la posizione paritetica dei soggetti, il principio di equità, il principio della buona fede e quello di liceità. Seguono poi le disposizioni relative alla forma, alla capacità giuridica e agli elementi. Tra gli elementi, spiccano quello della proposta e l'accettazione, che bastano da soli a porre in essere un negozio giuridico.
Vengono poi disciplinati il ritiro della proposta o dell'accettazione, le nullità e annullabilità del contratto, l'esecuzione e infine la responsabilità per inadempimento.
10) Legge sui trust...
La Cina ha recepito negli ultimi anni un'importante figura del diritto anglosassone (presente anche in Italia), ovvero quella del trust. Dopo alcune bozze legislative, la normativa è entrata in vigore il 1º ottobre 2001. La legge, suddivisa in 74 articoli e 7 capitoli, compie numerose deleghe al Consiglio di Stato, ossia al Governo, per le misure da attuare relative all'organizzazione e gestione delle società fiduciarie.
Un dato interessante da osservare è che il diritto cinese ha recepito più che il modello originario dei sistemi di common law, quello del trust internazionale e l'ha disciplinato prendendo ispirazione dai modelli giapponese e coreano, dandogli un'impronta decisamente incline ai sistemi di civil law. Si parla del cosiddetto trust amorfo, creato da giuristi continentali ed anglosassoni in seno alla Convenzione dell'Aja, che prevede in varie ipotesi non un trasferimento di proprietà, strettamente necessario nel diritto inglese, ma la nascita d'un rapporto obbligatorio.
La propensione di introdurre uno strumento così diverso nel proprio sistema, fortemente caldeggiata dagli esperti di diritto cinesi, va fatta risalire a tre importanti considerazioni: i benefici nel settore finanziario e la loro continua evoluzione, la mancanza (ora sopperita) di una normativa sui diritti reali e gli intrecci giuridici e culturali di Hong Kong.
Più in particolare la figura del trust ben si rapporta con quel pragmatismo giuridico, deprecato da molti e che ha per base il ragionamento la legge come strumento dello sviluppo economico.
11) Diritti reali...
In virtù del suo sistema che affonda le radici nell'ideale socialista, la proprietà individuale in Cina è una questione veramente complessa e articolata. 
Fino ai tempi di Mao la proprietà individuale non era ammessa ed era riservata esclusivamente allo Stato. Con l'apertura del socialismo di mercato la proprietà individuale ha avuto sempre più spazio, ed è stata riconosciuta dalla Costituzione solo con la revisione del 2004, ma solo per alcuni frangenti espressamente previsti dalla legge.
Anche gli altri diritti reali hanno avuto col tempo riconoscimenti parziali o totali a seconda dei casi, ma la situazione era decisamente ambigua. A porre un primo assetto definitivo ed esaustivo della materia è intervenuta l'importante legge approvata il 16 marzo 2007.
12) Proprietà immobiliare...
La proprietà immobiliare è una questione decisamente complicata in Cina. Innanzitutto un privato, sia persona fisica, giuridica, cinese o straniera, non può essere mai proprietario di un terreno. Il terreno è proprietà esclusiva dello Stato.
Un privato può però ottenere in uso un dato terreno tramite due modalità: allocazione e concessione.
Il primo caso, l'allocazione, è molto simile ad un usufrutto illimitato: solitamente concessa per uso non privato e gratuitamente o quasi, da comunque poche garanzie al beneficiario. Il beneficiario haa l'equivalente di un diritto di superficie, sul quale è prevalente la proprietà del fondo che resta allo Stato: il terreno è espropriabile dallo Stato per qualsiasi motivo, senza indennità e non è cedibile a nessuno.
Il secondo caso, la concessione, è molto più oneroso per il privato in quanto deve versare una quota canone ma concede l'uso effettivo del terreno, il quale può essere ceduto anche ad altri. Tuttavia la concessione è regolata da un contratto periodico che ha una determinata scadenza. Questo aspetto è molto rilevante in caso di investimenti da parte di società estere che, a volte ignare del regime della proprietà cinese, non sanno che dopo un determinato lasso di tempo potrebbero perdere un terreno per scadenza del termine.
In caso di espropriazione da parte dello Stato del terreno prima della scadenza del termine è prevista un'indennità al cittadino.
In entrambi i casi, anche se il terreno è dello Stato perennemente, il privato può chiedere di poter costruire sopra. Se ottiene la licenza, quanto costruito è di esclusiva proprietà del privato.
13) Proprietà intellettuale...
La proprietà intellettuale è stata da sempre un notevole problema in Cina, specialmente in tempi più remoti. L'investitore straniero soprattutto era spesso scoraggiato dalla totale mancanza di tutela in questo ambito. Con l'ingresso della Cina nel WTO anche la proprietà intellettuale ha cominciato ad avere una sua disciplina, anche se tutt'oggi la portata effettiva della tutela giuridica offerta rimane problematica.
14) Marchio...
Una delle più importanti normative in materia è quella dei marchi, entrata in vigore per la prima volta nel 1982 e rivista varie volte, l'ultima nel 2001. A questa si aggiungono il regolamento attuativo per i marchi e la legge sulla concorrenza sleale. C'è comunque da precisare che la Cina ha partecipato a quasi tutte le stipule per trattati e organizzazioni internazionali relative ai marchi.
Uno dei problemi più ingenti sui marchi in Cina è il regime di riconoscimento: non si basa sul preuso, ma esclusivamente sulla data di registrazione. Questo ha portato tanti cinesi a registrare nel proprio Registro nazionale marchi di organizzazioni estere che presumibilmente avrebbero investito in Cina, privandole del loro segno distintivo e richiedendo prezzi altissimi per rivendere i diritti ai legittimi proprietari. Questo accade tutt'oggi anche se è prevista la possibilità di chiedere la cancellazione del marchio vantando il pre-uso: tuttavia è una procedura molto lunga, complicata e costosa.
Altro problema è la lingua: essendo molto diverso da quelle occidentali, il cinese può creare molti problemi a livello fonetico. È una lingua, infatti, che non presenta un'esatta corrispondenza tra la scrittura e la pronuncia delle parole, ed è quindi aperta al rischio che qualcuno possa registrare o utilizzare un termine che si scrive in modo diverso, ma che si pronuncia sostanzialmente allo stesso modo di un nome commerciale già in uso.
Per registrare un marchio in Cina si può ricorrere o ad un'agenzia per la registrazione diretta nel Registro cinese (società straniere non possono intraprendere rapporti diretti con le autorità cinesi), salvo il caso delle Foreign Invested E. (FIE), oppure tramite registrazione internazionale.
Il marchio è tutelabile sia in sede amministrativa, sia in sede giudiziale, sia infine in una sede più particolare, offerta dalla guardia doganale.
Il primo procedimento è quello preferito e più diffuso, in quanto è molto breve, poco costoso e azionabile anche senza prove evidenti, ma basta il semplice sospetto per attivare le ispezioni necessarie. I problemi che comporta sono la poca efficienza in alcuni casi e l'esiguo importo fissato di base per i risarcimenti non determinabili (500.000 RMB). Le decisioni dell'organo amministrativo sono appellabili entro 15 giorni al grado superiore e nei tribunali civili.
Il procedimento giudiziale è più lento, costoso e soprattutto meno competente, anche se sta conoscendo una buona evoluzione. Si adisce questa via essenzialmente per ottenere risarcimenti più corposi o quando la situazione è decisamente complessa e necessita di un accertamento giuridico. Si può avviare sia un procedimento civile che penale, ma qualora coesistano il risarcimento è stabilito in via penale. Chi utilizza un marchio altrui slealmente rischia anche 7 anni di carcere.
L'ultima protezione non riguarda un procedimento ma una tutela di tipo pratico: il soggetto può infatti registrarsi, mediato, alla GAC cinese che effettua spesso controlli ferrei alle dogane e può distruggere o sanzionare importazioni illecite, anche relativamente ai marchi.
15) Brevetti...
La normativa dei brevetti, emanata nel 1984 e regolamentata per l'attuazione nel 2001, non differisce molto da quella internazionale: sono anche in Cina previsti design e invenzioni. Prevede sostanzialmente gli stessi tipi di tutela del marchio anche se con sanzioni meno ingenti.
L'unico aspetto che si differenzia dal diritto italiano e internazionale è la possibilità della licenza obbligatoria ad un terzo che per tre anni abbia senza successo richiesto la licenza al titolare del diritto offrendo situazioni di vantaggio.
16) Diritto d'autore...
La normativa del diritto d'autore è decisamente recente (elaborata nel 2001 e finita di attuare nel 2004) e improntata sulla legislazione internazionale, quindi molto simile a quella degli Stati occidentali e completa.
17) Diritti personali...
18) Tutela della persona...
19) Matrimonio...
Il matrimonio in Cina ricalca le stesse funzioni e le stesse prerogative del matrimonio occidentale di derivazione romanistica, ma si discosta per alcune differenze sensibili.
Anche in Cina il matrimonio è l'unione tra un uomo ed una donna al fine di procreare figli e creare un nucleo familiare. Si riconosce e sancisce l'esclusività del matrimonio, pertanto si tutela la monogamia e vieta la bigamia (o peggio poligamia).
Uno degli aspetti che più colpisce il giurista estero è la stretta correlazione tra matrimonio e controllo delle nascite: l'età minima per contrarre matrimonio è infatti molto più elevata rispetto ai paesi occidentali, potendo sposarsi l'uomo a 22 anni e la donna a 20. Le autorità cinesi scoraggiano inoltre matrimoni in giovane età, mentre pongono agevolazioni per i matrimoni in età avanzata: il motivo è semplice, andando avanti con gli anni la possibilità di fare più di un figlio si riduce sensibilmente. È da ricordare inoltre che il governo attua delle politiche di agevolazione per le famiglie che hanno un figlio (o un numero ridotto di figli a seconda delle aree) e, al contrario, di sanzioni piuttosto ingenti per chi trasgredisce questa regola sociale (rigorosamente imposta dall'articolo 25 della Costituzione).
I coniugi hanno gli stessi diritti e doveri di gran parte degli ordinamenti mondiali: correttezza, vita in comune e obbligo del mantenimento di figli e del coniuge più debole. Hanno parità di diritti e doveri ed eguaglianza sociale e in famiglia.
In Cina è previsto il divorzio: per ottenerlo i due coniugi devono recarsi dove hanno contratto matrimonio e presentare richiesta formale. Qualora sia un divorzio consensuale, presentano domanda congiunta che verrà analizzata dalle autorità ed eventualmente accolta. Per i divorzi richiesti da una sola parte o comunque non consensuali, sia avvia un procedimento più articolato ma sostanzialmente non molto difforme da quello italiano, con due fasi di tentativo di conciliazione dei coniugi e poi la sentenza costitutiva che scioglie gli effetti matrimoniali.
Non può chiedere il divorzio il marito se la moglie è incinta, ha partorito da meno di un anno o ha interrotto la gravidanza da sei mesi.
Il matrimonio è nullo se contratto senza l'altrui volontà, senza i requisiti di età o contro le disposizioni di legge (quindi con parenti in linea diretta e affini entro il terzo grado). È annullabile entro un anno se contratto con la violenza altrui o se la persona non ha potuto scegliere liberamente.